# Marquesado de la Atalaya
El marquesado de la Atalaya es un título nobiliario español, del Reino del Perú y por tanto de Castilla. Fue concedido por el rey Carlos II, con el vizcondado previo de Cela y mediante real cédula del 11 de agosto de 1692 y real despacho del 27 de febrero de 1693, en favor de José Pardo de Figueroa y Sotomayor, caballero de la Orden de Santiago, natural de La Plata (actual Sucre, capital de Bolivia), colegial en el de San Martín, doctor por la Universidad de San Marcos, ambos de Lima, capitán de la Compañía de gentileshombres de la Guardia de a caballo del Reino del Perú.
El concesionario era hermano menor de Baltasar Pardo de Figueroa y Sotomayor, i marqués de Figueroa (título creado catorce años antes); hijo de otro Baltasar Pardo de Figueroa y Guevara, general de la Armada del Mar del Sur y gobernador del Tucumán, natural de la ciudad de Betanzos, y de Juana de Sotomayor y Manrique de Lara, su mujer, que lo era de La Plata, y nieto por línea segundona de Ares Pardo de Figueroa, señor de la Torre de Figueroa y de la casa de Pardo de Cela en Galicia, capitán general de este reino, y de María de Lupidana y Guevara, nacida en Lopidana, provincia de Álava. Los tres varones, también caballeros de Santiago.
La denominación probablemente alude a algún solar o estado que poseía el concesionario en el Perú.

## Lista de marqueses de la Atalaya
|                        | Titular                                             | Periodo                |
| Concesión de Carlos II | Concesión de Carlos II                              | Concesión de Carlos II |
| ---------------------- | --------------------------------------------------- | ---------------------- |
| I                      | José Pardo de Figueroa y Sotomayor                  | 1693-c.1695            |
| II                     | Baltasar Pardo de Figueroa y Sotomayor              | c.1695-c.1710          |
| III                    | Juan José Pardo de Figueroa                         | c.1710-1733            |
| IV                     | Baltasar Pardo de Figueroa y Duque de Estrada       | 1733-1786              |
| V                      | Baltasar Pardo de Figueroa Lanzós Novoa y Sarmiento | 1786-1808              |
| VI                     | Ramona Pardo de Figueroa y Sarmiento                | 1808-1838              |
| VII                    | Francisco Javier de Losada y Pardo de Figueroa      | 1843-1847              |
| VIII                   | José de Losada y Miranda                            | 1848-1857              |
| IX                     | Baltasar de Losada y Miranda                        | 1857-1858              |
| X                      | Francisca Javiera de Losada y Miranda               | 1858-1893              |
| XI                     | Joaquina de Losada y Torres                         | 1910-1916              |
| XII                    | Jesús de Quiroga y Losada                           | 1920-1945              |
| XIII                   | José Antonio Quiroga y Martínez de Pisón            | 1948-1995              |
| XIV                    | Jesús Quiroga y Liaño                               | 1998-2002              |
| XV                     | José Antonio Quiroga y de la Iglesia                | 2004-hoy               |

## Historia genealógica
El concesionario del título fue

• José Pardo de Figueroa y Sotomayor (c.1654-c.1695), i marqués de la Atalaya, caballero de la Orden de Santiago, que nació en La Plata hacia 1654. Fue colegial en el de San Martín, doctor por la Universidad de San Marcos, ambos de Lima, y capitán de la Compañía de gentileshombres de la Guardia de a caballo del Reino del Perú. Murió soltero y sin descendencia pocos años después del otorgamiento de la merced.

### Sucesión en los marqueses de Figueroa
(después condes de Maceda)

Hacia 1695, por haber muerto sin prole el primer marqués, le sucedió su hermano mayor:

• Baltasar Pardo de Figueroa y Sotomayor (c.1650-c.1710), i marqués de Figueroa y ii de la Atalaya, que era como él natural de La Plata y caballero de Santiago. La media annata por esta sucesión no se pagó hasta 1737.

Casó con Juana Pardo de Figueroa y Prada, su prima hermana, primogénita del linaje, señora de la Torre de Figueroa y de la casa de Pardo de Cela.

Hacia 1710 sucedió su hijo

• Juan José Pardo de Figueroa (c.1680-1733), ii marqués de Figueroa y iii de la Atalaya.

Casó con Ana Gregoria Duque de Estrada y Valladares, señora de la casa del Villar de Camba en el municipio de Taboada y de la torre de Fafián en el de Rodeiro, nacida en el palacio de los Duque de Estrada de Llanes, hija de Fernando Duque de Estrada y Miranda, iii conde de la Vega del Sella, y de Ana Rosa de Lemus Valladares y Villar, su primera mujer, señora de dichas casas gallegas.

En 1733 sucedió su hijo

• Baltasar Manuel Pardo de Figueroa y Duque de Estrada, iii marqués de Figueroa y iv de la Atalaya.

Casó con Ana Jacoba de Valladares Sarmiento y Mariño de Lobera, su tía 3.ª, iv vizcondesa de Fefiñanes, hija de Antonio Gaspar de Valladares Sarmiento, iii vizconde, y de Antonia Rosa Mariño de Lobera y Nieto de Silva, su mujer, de los marqueses de la Sierra. Fueron padres de
1. Francisco Javier Pardo de Figueroa y Valladares, v vizconde de Fefiñanes, que fue primógénito pero no sucedió en los títulos de su padre porque le premurió. Casó con María Josefa Sarmiento de Sotomayor y Correa, señora de los valles de Petán y las Achas. Por la prematura muerte de su marido, esta señora quedó por tutora y curadora de sus hijos, que eran de tierna edad, y como tal litigó desde 1778 a nombre del mayor por los condados de Maceda y Taboada, con sus opulentos mayorazgos, que vacaban por haber muerto en dicho año sin descendencia Gonzalo de Lando Deza y Lanzós. Procrearon a
  1. Ramona Escolástica Pardo de Figueroa Lanzós y Novoa, que seguirá como vi marquesa,
  2. y a Baltasar Pardo de Figueroa Lanzós Novoa y Sarmiento de Sotomayor, que sigue.
2. El mariscal de campo Benito Pardo de Figueroa y Valladares, destacado militar y diplomático, llamado el Señorito de Fefiñanes y nacido en este pazo. Ministro plenipotenciario en Berlín y en San Petersburgo. Casó con Adelaida d'Estrehan, hijastra de Bernardo de Gálvez, pero la prole que tuvieron se malogró.
3. Luis Pardo de Figueroa y Valladares, nacido en Fefiñanes en 1758, que tampoco dejó posteridad.
4. Ramona Baltasara Plácida Pardo de Figueroa y Valladares, nacida en 1750, que casó en 1774 con José Gabriel de Losada y Garza, señor de las casas y jurisdicciones de Friol, Tor, Pol, Jaz, la Candaira y Paradela de Trives, todo en Galicia. Tuvieron por primogénito a
Francisco Javier de Losada y Pardo de Figueroa, que seguirá como vii marqués.
5. Y Ana Joaquina Pardo de Figueroa y Valladares, mujer de Joaquín Felipe de Medrano y Luján, iv conde de Torrubia y marqués de Villamayor, viudo de María de la Esclavitud Piñeyro y Maldonado. El conde casó en terceras nupcias con Ángela Antonia de Bazán y murió el 22 de septiembre de 1799. Era hijo de Joaquín de Medrano y Angulo, iii conde de Torrubia, caballero de Calatrava, y de Isabel de Luján y Colón de Larreátegui, de los señores de La Elipa. Cuya prole se malogró.

En 1786 sucedió su nieto

• Baltasar Pardo de Figueroa Lanzós Novoa y Sarmiento de Sotomayor (1773-1808), x conde de Maceda, iv marqués de Figueroa y v de la Atalaya, vi vizconde de Fefiñanes, grande de España de primera clase. Falleció soltero combatiendo en la Batalla de Medina de Rioseco, al mando del Regimiento de Zaragoza. De su unión con Vicenta Wanden tuvo dos hijos naturales. 

En 1808 sucedió en todos los títulos su hermana

• Ramona Escolástica Pardo de Figueroa y Sarmiento (c.1770-1838), xi condesa de Maceda, v marquesa de Figueroa y vi de la Atalaya, vii vizcondesa de Fefiñanes, grande de España.

Casó con Juan José Caamaño y Pardo, señor de los pazos y cotos de Romelle, Leborans, Goyanes y Nebra, y de la isla de Sálvora, todo en la provincia de La Coruña, alguacil mayor del Santo Oficio de Galicia, coronel del Regimiento de Zaragoza, bailío de la Orden de Malta, gentilhombre de Cámara de S.M. con ejercicio y servidumbre. Fue su hija unigénita:
Juana Caamaño y Pardo de Figueroa (c.1795-1831), que sucedió en los estados de su padre pero premurió a su madre. Casó con Antonio Ramírez de Haro y Ramírez de Arellano (1785-1827), xi conde de Bornos y vii de Murillo, dos veces grande de España. Sin descendencia.

En 1843 sucedió su primo carnal (nieto también del iv marqués)

• Francisco Javier de Losada y Pardo de Figueroa (1777-1847), xii conde de Maceda, vi marqués de Figueroa y vii de la Atalaya, viii vizconde de Fefiñanes, grande de España, teniente general, regidor perpetuo de La Coruña, prócer y senador del Reino, gran cruz de Carlos III. Natural de Pontevedra, fue bautizado en San Bartolomé el 23 de octubre de 1777 y falleció en Madrid el 9 de enero de 1847. Inició su carrera militar en la Milicias Provinciales, mandó varias veces el Regimiento Provincial de Compostela y alcanzó el empleo de teniente general en 1815.

Casó en La Coruña año de 1814 con María Joaquina de Miranda y Gayoso, vi condesa de San Román y vi marquesa de Santa María del Villar, hija de Joaquín María de Miranda Gayoso y Trelles, v conde y marqués de dichos títulos, y de María del Pilar Sebastián y Raón, su mujer. Padres de
1. María del Pilar de Losada y Miranda, que nacería en 1815 y falleció el 7 de abril de 1845. Casó el 30 de enero de 1831 con Antonio Ozores y Varela, viii conde de Priegue, hijo de Juan Nepomuceno Ozores y Espada, vii conde, prócer del Reino, y de Pastoriza Varela y Santiso. Con posteridad en que sigue dicho título.
2. José de Losada y Miranda, que sigue.
3. Rosa de Losada y Miranda, dama de la Orden de María Luisa desde el 9 de octubre de 1856. Casó el 16 de enero de 1845 con Joaquín Pimentel y Miranda (1828-1875), vii marqués de Bóveda de Limia, señor del palacio de Berbetoros de Puertomarín, alcalde de Santiago de Compostela, gobernador civil de Pontevedra, caballero de las Órdenes de Carlos III e Isabel la Católica, hijo del mariscal de campo José Pimentel y Montenegro, vi marqués de Bóveda de Limia, regidor perpetuo de Orense, cruz Laureada de San Fernando, militar realista y carlista que combatió en la Francesada y la Carlistada, y de la pintora María Josefa de Miranda y Sebastián, su mujer, de los condes de San Román, académica de la Real de Bellas Artes de San Fernando.
4. Mariana Ramona de Losada y Miranda (1824-1880), ix marquesa de Figueroa, que casó con real licencia del 9 de noviembre de 1858, con Juan Bautista de Armada y Valdés, coronel de Artillería, caballero de Santiago, diputado a Cortes, quien la sobrevivió más de veinte años. Hijo de Juan Antonio de Armada Ibáñez de Mondragón y Guerra, vi marqués de Santa Cruz de Rivadulla, brigadier de los Reales Ejércitos, coronel honorario de Artillería, regidor perpetuo de Orense y alguacil mayor de millones por S.M. de esta ciudad y provincia, prócer y senador vitalicio del Reino, natural de Maracaibo, y de María del Rosario de Valdés y Ramírez de Jove, iv marquesa de San Esteban  de Natahoyo, x condesa de Canalejas, xv poseedora del adelantamiento de La Florida, dama de la Orden de María Luisa, natural de Gijón. Con descendencia en que sigue el marquesado de Figueroa.
5. Francisca Javiera de Losada y Miranda,que seguirá como x marquesa de la Atalaya.
6. María del Carmen de Losada y Miranda (1829-1907), que falleció viuda el 17 de septiembre de 1907.[12] Algunas fuentes tienen a esta señora por marquesa de Santa María del Villar, pero es error, debido probablemente a que su hijo mayor ostentó el título por matrimonio con una prima. Casó con Diego de Quiroga y Prieto, señor del pazo del Piñeiro en la parroquia de Folgosa y municipio de Corgo (Lugo) y de los pazos de Vistalegre y de la Torre, sitos ambos en la parroquia de Aldán y municipio de Cangas de Morrazo (Pontevedra), y de otros estados. Nacido en 1817, era hijo de Francisco Javier de Quiroga y Ozores y de María Elena Prieto y Aranegui. Tuvieron por hijos a
  1. José María de Quiroga y Losada (1857-1910), de quien se hablará más abajo, pues casó con Joaquina de Losada y Torres, su prima carnal, xi marquesa de la Atalaya.
  2. Y María del Carmen de Quiroga y Losada, que heredó de su padre los pazos de Aldán. Casó con Ramón de Armada y Fernández de Heredia, xii conde de Canalejas, teniente alcalde de Santiago de Compostela, que falleció viudo en esta ciudad el 10 de enero de 1934, hijo de Pedro de Armada y Valdés, xi conde de Canalejas, dueño del palacio de Bolgues, político tradicionalista, diputado a Cortes, vicerrector de la Universidad de Oviedo, y de Lorenza Fernández de Heredia y Valdés, su mujer y deuda. Con descendencia en que sigue este título.
7. Baltasar de Losada y Miranda, que seguirá como ix marqués de la Atalaya.
8. Y María de los Dolores de Losada y Miranda, xi vizcondesa de Fefiñanes y dueña del pazo de este título, que falleció soltera antes de 1895.

Por real carta del 24 de septiembre de 1848, sucedió su hijo

• José de Losada y Miranda (1817-1857), xiii conde de Maceda y vii de San Román, vii marqués de Figueroa, viii de la Atalaya, ix vizconde de Fefiñanes, grande de España. Murió soltero. 

Por real carta del 21 de octubre de 1857, sucedió su hermano

• Baltasar de Losada y Miranda (c.1830-1909), xiv conde de Maceda y viii de San Román, viii marqués de Figueroa, ix de la Atalaya y vii de Santa María del Villar, x vizconde de Fefiñanes, grande de España. En 1858 distribuyó y cedió a sus hermanas los marquesados de Figueroa y la Atalaya y el vizcondado de Fefiñanes.

Casó primera vez con María Luisa de Torres y Barrenechea, natural de San Sebastián, dama de la Orden de María Luisa, de la que enviudó prematuramente.

Y contrajo segundas nupcias, con real licencia del 31 de diciembre de 1866, con Isabel Guillamas y Castañón, hija de Mariano de Guillamas y Galiano, ix marqués de San Felices, vii conde de Alcolea de Torote, grande de España, caballero de Calatrava, y de Cesárea Castañón y Díaz de Castro, iii marquesa de Campo Fértil.

De la primera tuvo por hijos a
1. Joaquina de Losada y Torres, de quien se hablará más abajo como xi marquesa, y a
2. Baltasar de Losada y Torres (1861-1935), xv conde de Maceda y ix de San Román, grande de España, gentilhombre de cámara del rey Alfonso XIII con ejercicio y servidumbre y su primer montero y caballerizo mayor, diputado a Cortes por Orense y senador vitalicio del Reino. Casó en 1885 con Lucía Ozores y Saavedra, hija de Jacobo Ozores y Mosquera, xiv señor de la Casa de Rubianes, marqués de Aranda y de Guimarey, grande de España, senador vitalicio, gran cruz de Carlos III y maestrante de Sevilla, gentilhombre de Cámara de S.M. con ejercicio y servidumbre, y de Corina de Saavedra y Cueto, su mujer, de los duques de Rivas, dama de la reina. Con sucesión en que sigue la casa de Maceda.

En el marquesado de la Atalaya sucedió por cesión en 1858 su hermana

• Francisca Javiera de Losada y Miranda (c.1827-1893), x marquesa de la Atalaya, que nació hacia 1827 y falleció soltera el 23 de enero de 1893.

### Sucesión en una línea menor: los Quiroga
Undécima marquesa

Después de los días de Javiera, el marquesado de la Atalaya vacó durante diecisiete años, hasta que en 1910 sucedió su sobrina (hija del ix marqués)

• Joaquina de Losada y Torres (c.1859-1916), xi marquesa de la Atalaya, que ya era viii marquesa de Santa María del Villar desde 1881 y falleció viuda el 21 de agosto de 1916.

Casó con José María de Quiroga y Losada (1857-1910), su primo hermano, coronel de Artillería, arriba filiado como hijo de Diego de Quiroga y Prieto, señor del pazo del Piñeiro, y de María del Carmen de Losada y Miranda, y nieto materno del xii conde de Maceda y vii marqués de la Atalaya. Padres de
1. Diego de Quiroga y Losada, primogénito, ix marqués de Santa María del Villar, famoso fotógrafo, mayordomo de semana del rey Alfonso XIII, grandes cruces de Alfonso X el Sabio e Isabel la Católica, que nació en Madrid el 18 de agosto de 1880 y falleció en San Sebastián el 15 de mayo de 1976. Casó con Narcisa Valdés y Palavicino, hija del coronel Ramón Valdés y Acquavera y de Ángeles Palavicino e Ibarrola, su mujer, de los marqueses de Mirasol. Con prole en que sigue el marquesado de Santa María del Villar.[19]
2. Y Jesús de Quiroga y Losada, que sigue.

Duodécimo marqués

Por real carta de 1920, en el marquesado de la Atalaya sucedió su hijo segundogénito:

• Jesús de Quiroga y Losada (1888-1945), xii marqués de la Atalaya, coronel de Artillería, que falleció en Madrid el 6 de diciembre de 1945.

Residió en Palma de Mallorca desde 1912, pero se mantuvo vinculado a Galicia. En la comarca de Bergantiños adquirió el pazo de los Pardiñas, sito en el lugar de Villar de Francos, parroquia de San Jorge de Artes y municipio de Carballo (La Coruña), a 30 kilómetros de la capital provincial. Con una hermosa capilla dedicada a san Antonio de Padua. Desde entonces y hasta principios del siglo XXI, el pazo de Villardefrancos permaneció ligado a los marqueses de la Atalaya, que cada año abrían sus puertas a los vecinos el 13 de junio para celebrar la fiesta de San Antonio.

Casó en Segovia el 15 de octubre de 1912, con real licencia del 9 anterior, con María de las Mercedes Martínez de Pisón y Nebot, nacida en Vitoria el 24 de septiembre de 1892 y fallecida en Palma el 11 de marzo de 1981, hija de Domingo Martínez de Pisón y Pascual, natural de Vitoria, coronel de Artillería, y de María de los Dolores Nebot y de Layús; nieta de Domingo Martínez de Pisón y Coca, marqués de Ciriñuela y del Puerto, senador del Reino, maestrante de Granada y alcalde de Vitoria, natural de la Casalarreina, y de María de los Dolores Pascual y Alarcón, su segunda mujer, nacida en Morella. Padres de
1. María de los Dolores (Lola) Quiroga y Martínez de Pisón, nacida el 23 de agosto de 1913 en Palma, donde falleció sin sucesión en 2007.[18]
2. Joaquina Quiroga y Martínez de Pisón, que casó con el entonces teniente de Artillería laureado José Luis Moyano y Prieto, defensor del Alcázar de Toledo. La petición de mano tuvo lugar en La Coruña en octubre de 1936, recién terminado el épico asedio, y la boda se celebró el 14 de diciembre del mismo año en el pazo de Jaz, propiedad de los condes de Maceda sita en Oleiros (La Coruña).[22] El marido regresó al frente y murió en combate con el empleo de capitán el 7 de marzo de 1939 al ser hundido frente a Cartagena el Castillo de Olite, buque que transportaba a su unidad de Artillería al socorro de dicha ciudad. Enterrado en la de Betanzos. Era hijo de Maximino Moyano Pascual, comandante de Intendencia, y de Sofía Prieto Villabrille.[23] De este matrimonio fue unigénito Luis Moyano y Quiroga, que nació póstumo en La Coruña en octubre de 1939 y fue bautizado en San Pedro de Mezonzo.[23]
3. Beatriz Quiroga y Martínez de Pisón, que nació el 19 de enero de 1917 y casó con Tomás González-Moro y Zaforteza, nacido en 1912, hijo de Juan González-Moro y Moreno y de Josefa Zaforteza y Verí. Con posteridad.
4. María de las Mercedes Quiroga y Martínez de Pisón, que casó en 1941 con Joaquín Morales de Rada y Campos, a la sazón teniente de Ingenieros.[24] Hijo primogénito de otro Joaquín Morales de Rada y Averly, natural de Zaragoza, y de María Teresa Campos, que habían casado en Sevilla. Su padre fue el último señor del palacio cabo de armería de Rada en Navarra, casa que durante el Antiguo Régimen gozaba de derecho de llamamiento, asiento y voto en las cortes de dicho reino.[25] Tuvieron por hijos a Joaquín (Xim Rada, 1942-1996), que fue director del Diario de Mallorca,[26] y a Íñigo Morales de Rada y Quiroga, fotógrafo del mismo periódico.[27]
5. José Antonio Quiroga y Martínez de Pisón, que sigue.
6. Diego Quiroga y Martínez de Pisón, químico, que nació en Palma en 1921 y falleció en 1992. En 1951, residiendo en Madrid, figuraba entre el personal científico del Instituto de Química Alonso Barba (del CSIC)[28] y era vocal de la Delegación Centro de la Asociación Nacional de Químicos de España.[29] Casó con la mallorquina Luisa Fortuny Mayol, con sucesión en esta isla.[18]
7. María de la Paloma Quiroga y Martínez de Pisón, que nació en La Coruña en agosto de 1923 y falleció en 1995. Casó con Jaime Gómez-Pablos y Duarte, nacido en Cádiz el 19 de diciembre de 1916, hijo de Sebastián Gómez-Pablos y Rodríguez-Arias y de María Luisa Duarte y Lacave. Con posteridad.
8. Ramón Quiroga y Martínez de Pisón. Fue casado con María Luisa Alama Martí, que falleció viuda en Valencia el 12 de septiembre de 2009. Con descendencia.[30]
9. Juan Quiroga y Martínez de Pisón, coronel de Artillería. Casó con María de la Soledad Conrado de Villalonga, hija de José María Conrado y Conrado y de María Magdalena de Villalonga y Cotoner, su mujer, de los marqueses de Casa Desbrull. Con sucesión en Mallorca.[18]
10. Y Jesús Quiroga y Martínez de Pisón, comandante de Artillería, que murió prematuramente y sin prole en Madrid el 14 de julio de 1969.[31] Había casado con María del Carmen García Capaz, que le sobrevivió hasta el 24 de agosto de 1999.[32]

Decimotercer marqués

Por acuerdo de la Diputación de la Grandeza de 1948, decreto de convalidación del 9 de marzo de 1951 y carta del 13 de julio del mismo año, sucedió su hijo

• José Antonio Quiroga y Martínez de Pisón (1920-1995), xiii marqués de la Atalaya, coronel de Artillería, abogado, que nació en La Coruña el 11 de abril de 1920 y falleció en la misma ciudad el 21 de diciembre de 1995. Su último destino militar fue el de coronel jefe del Regimiento de Artillería Antiaérea n.º 71, con sede en el acuartelamiento Capitán Guiloche del barrio madrileño de Fuencarral. Estaba al mando de esta unidad durante el intento de golpe de Estado del 23 de febrero de 1981. Poco después obtuvo el retiro y se instaló en el pazo de Villar de Francos, heredado de su padre, donde residió durante sus últimos años.

Casó en el Ferrol el 24 de mayo de 1940 con Ana María de Liaño y Vierna, abogada como él y nacida en esta villa, de distinguida familia de marinos: hija de Serafín de Liaño y Lavalle, general de división de Infantería de Marina, inspector de este cuerpo y gran cruz de San Hermenegildo, natural de Madrid, y de Sofía de Vierna y Belando, su mujer, que lo era del Ferrol, casados el 2 de enero de 1902; nieta de Miguel Ángel de Liaño y Fernández de Cossío, v marqués de Casa Recaño, capitán de navío, natural de Madrid, y de Micaela de Lavalle y Azopardo, su primera mujer, nacida en Cádiz; nieta materna del capitán de fragata Ramón de Vierna y Menéndez y de Candelaria Belando y Saavedra, y sobrina carnal del contraalmirante Manuel de Vierna y Belando, comandante del crucero Baleares durante la Guerra Civil. Fueron padres de
1. Ana María Quiroga y Liaño, que casó el 24 de septiembre de 1966, en la capilla del pazo de Villar de Francos, con José Miguel Porto Romero, capitán de la marina mercante, nacido en el Ferrol el 28 de septiembre de 1938 y finado en Caracas el 27 de noviembre de 1984.[38] Era el menor de los diez hijos de Antonio Porto Carrera, ingeniero electricista de la Empresa Nacional Bazán y del Consejo Ordenador de Construcciones Navales Militares, socio fundador de ASTANO, cruz del Mérito Naval, y de Aurora Romero Rúa, su mujer, naturales también del Ferrol. Tuvieron tres hijos: Ana María, Miguel y José Porto y Quiroga.[39]
2. María de las Mercedes Quiroga y Liaño. Casó con José Francisco Conrado de Villalonga, que era hermano de Soledad (la mujer de su tío Juan Quiroga y Martínez de Pisón): hijo de José María Conrado y Conrado y de María Magdalena de Villalonga y Cotoner, su mujer, de los marqueses de Casa Desbrull. Tuvieron dos hijas: María del Mar, casada en Palma en octubre de 1995 con Ignacio Estévez Payeras, y Mercedes Conrado y Quiroga.[34]
3. Jesús Quiroga y Liaño, que sigue.
4. Joaquina Quiroga y Liaño, que casó en 1972 con Javier Sánchez Ruiz-Constantino, doctor en derecho, nacido en Zaragoza el 2 de febrero de 1937.[34] Era hermano de Francisco de Asís, v marqués de Antella, e hijos ambos de Juan Sánchez Ruiz y de María del Rosario Ruiz-Constantino  y Carrazón. Padres de Javier y de Ignacio Sánchez y Quiroga.[40]
5. José Antonio Quiroga y Liaño, que casó con Amelia de la Iglesia López.[40] Tuvieron por hijos a
  1. José Antonio Quiroga y de la Iglesia, que seguirá,
  2. y a Sandra Quiroga y de la Iglesia.
6. María del Carmen Quiroga y Liaño, casada con Fernando Fortuny Salas, ingeniero industrial, hijo de Fernando Fortuny Coll y de Amada Salas Gazón.[40]
7. Francisco Javier Quiroga y Liaño.
8. Ignacio Quiroga y Liaño, marido de María Luisa (Marisa) Fernández Miranda. Padres de Alejandro Quiroga y Fernández, nacido en diciembre de 1992.[40]
9. Y María Luisa Quiroga y Liaño, que casó en el pazo de Villar de Francos el 4 de agosto de 1990 con el italiano Eduardo Diógene Fadini.[41]

Decimocuarto marqués

Por Orden publicada en el BOE del 25 de marzo de 1998, sucedió su hijo

• Jesús Quiroga y Liaño (1946-2002), xiv marqués de la Atalaya, economista, nacido en La Coruña el 5 de febrero de 1946. Falleció soltero en 2002.

#### Actual titular
Por Orden publicada en el BOE del 22 de abril de 2004 y real carta del día 26 siguiente, sucedió su sobrino

• José Antonio Quiroga y de la Iglesia (n.c.1972), xv y actual marqués de la Atalaya. Arriba filiado como nieto del xiii marqués.

Casado con Cristina Velasco Pereira.